# Xã Harlan, Quận Page, Iowa
Xã Harlan (tiếng Anh: Harlan Township) là một xã thuộc quận Page, tiểu bang Iowa, Hoa Kỳ. Năm 2010, dân số của xã này là 391 người.